# Gituku
Gituku är ett vattendrag i Burundi. Det ligger i den centrala delen av landet, 50 kilometer öster om huvudstaden Bujumbura.
Omgivningarna runt Gituku är en mosaik av jordbruksmark och naturlig växtlighet. Runt Gituku är det tätbefolkat, med 411 invånare per kvadratkilometer.